# Ichthyophis dulitensis
Ichthyophis dulitensis es una especie de anfibio gimnofión de la familia Ichthyophiidae.
Según comunicación personal de Wilkinson recogida por AmphibiaWeb, la posición taxonómica de esta cecilia ha de ser sometida a revisión.
Tomada como especie, es endémica del Monte Dulit, que le da nombre y está situado en Sarawak, uno de los dos estados pertenecientes a Malasia pero situados en la isla de Borneo.
Se considera que habita en bosque tropical húmedo, que los adultos llevan vida subterránea, que es una especie ovípara que hace la puesta en tierra y que las larvas son acuáticas.
Se carece de datos suficientes sobre la población y el estado de conservación de esta cecilia, ya que no ha habido citas recientes, tal vez por falta de trabajo herpetológico en el área que se toma como la de su distribución.